# Гелпия
Гелпия (рум. Gălpâia) — село у повіті Селаж в Румунії. Входить до складу комуни Белан.
Село розташоване на відстані 372 км на північний захід від Бухареста, 16 км на схід від Залеу, 47 км на північний захід від Клуж-Напоки.

## Населення
За даними перепису населення 2002 року у селі проживали 489 осіб, з них 488 осіб (99,8%) румунів. Усі жителі села рідною мовою назвали румунську.